# Porto de Alexandria
O Porto de Alexandria fica na parte ocidental do delta do Rio Nilo entre o Mar Mediterrâneo e o Lago Mareotis em Alexandria, Egito. Considerado a segundo mais importante cidade e a porta principal no Egito, ele manipula mais três quartos do comércio externo do Egito. Situado naquela que é considerada a segunda cidade mais importante e principal porto do Egito, lida com mais de três quartos do comércio exterior do Egito. O porto de Alexandria consiste em dois portos (leste e oeste), separados por uma península em forma de T. O porto oriental é raso e não é navegável por grandes embarcações. O porto ocidental é usado para o transporte comercial. O porto é formado por dois quebra-mares.

## História

### Antiguidade
O porto de Alexandria é um dos mais antigos do mundo. As primeiras instalações portuárias foram construídas em 1900 aC, na aldeia de Racótis, para navegação costeira e abastecimento à ilha de Faros (agora parte do distrito "Ras el-Tin").[carece de fontes?]
Ao longo dos séculos, os depósitos de areia e sedimentos tornaram este porto não navegável. Foi liberado pelas tropas de Alexandre, o Grande, em 331 aC, quando a cidade de Alexandria foi construída como uma base marítima para sua frota. O arquiteto de Alexandre, Dinócrates de Rhodes, ligou o porto de Alexandria e a ilha de Faros com uma ponte de 1200 metros de comprimento e 200 metros de largura, criando duas bacias portuárias para navegação comercial e militar: A Bacia Nordeste (atualmente o Porto Leste) foi projetada para embarcações militares e a Bacia do Sudoeste (atualmente o principal porto de Alexandria) para fins comerciais. Nos tempos ptolemaicos, uma segunda ponte foi construída em direção a Faros, dividindo ainda mais o porto oriental em duas enseadas.
Segundo Estrabão, Alexandria tinha um porto fluvial no lago Mareotis, além de portos no Mediterrâneo. O lago não tem saída conectando-o ao mar, mas estava ligado ao Nilo por canais. Estrabão descreve o porto do lago como mais vivo que os portos marítimos. Durante o período romano, o grão foi exportado em grandes quantidades do porto oeste da cidade, o que lhe valeu o nome de "Portus Magnus". O grão foi trazido no Nilo de barco e armazenado em grandes celeiros nas margens do Lago Maréotis antes do embarque. No auge do Império Romano, Alexandria enviou 83 mil toneladas de grãos por ano para Roma. Na antiguidade tardia, a cidade enviava 220.000 toneladas de grãos anualmente para Constantinopla.

### Época moderna
Maomé Ali emitiu uma ordem para restaurar e rastrear parcialmente o canal de água doce do Nilo durante sua ascensão ao poder. Em sua conclusão em 1820, foi nomeado o canal de Mahmoudiyah. Sob o reinado de Maomé Alii, o estaleiro de Alexandria foi fundado.[carece de fontes?]
Durante a Primeira Guerra Mundial, a Força Expedicionária Britânica no Mediterrâneo, que participou da Campanha de Galípoli, usou o porto de Alexandria como base principal para as tropas e suprimentos destinados ao desembarque no Cabo Helles.

O Presidente Hosni Mubarak realizou um extenso trabalho de expansão portuária para eliminar gargalos nas várias entradas do porto. O porto de Dekheila foi construído como uma extensão natural do porto de Alexandria, em 1986, para acompanhar o ritmo do tráfego de navios, meios de entrega e descarga e conteinerização.[carece de fontes?]